# Nada Birko Kustec
Nada Birko Kustec z domu Birko (ur. 2 stycznia 1931 w Mrkopalju, zm. 1 września 2020 w Zagrzebiu) – jugosłowiańska  (chorwacka) biegaczka narciarska, dwukrotna olimpijka.

## Życiorys
Wystąpiła na zimowych igrzyskach olimpijskich w 1952 w Oslo, gdzie zajęła 14. miejsce w biegu na 10 kilometrów z czasem 50:44.
Na kolejnych zimowych igrzyskach olimpijskich w 1956 w Cortinie d’Ampezzo zajęła 35. miejsce w biegu na 10 km z czasem 46:03 i 9. miejsce w sztafecie 3 × 5 km (razem z nią biegły Amalija Belaj i Biserka Vodenlič).